# Vianney
Vianney Bureau (Pau, 13 de febrero de 1991) conocido por su nombre monónimo Vianney es un cantautor francés. A los 24 años logró el trofeo de «Artista Intérprete del Año» en Victoires de la musique de 2016 un año después de haber sido nombrado en las Revelaciones de Victoires de la musique de 2015. Su primer álbum Idées blanches fue certificado como disco de platino. Su segundo álbum Vianney fue publicado el 25 de noviembre de 2016 y fue certificado doble disco de platino.

## Biografía

### Niñez y periodo escolar
Hijo de un padre piloto de helicóptero del ejército y de una madre que trabaja de controladora aérea, Vianney es parte de una familia de tres hermanos.
Vianney crece con parientes melómanos. Escuchando su padre cantar y tocar la guitarra canciones de Georges Brassens, François Béranger, Maxime Le Forestier o el mismo Rickie Lee Jones, Desde sus doce años, Vianney descubre su pasión por la música, comenzando a escribir canciones.
En 2005, su padre lo presenta a sus amigos músicos con los que graba su primer disco autofinanciado, con su hermano mayor. En 2007, da su primer concierto en una gran sala, el New Morning a París.
Creció en París y estudió en el colegio Notre-Dame-des-Oiseaux, y años más tarde escribió una canción con el mismo nombre, que pertenece a su primer álbum Idées blanches. Entra luego al liceo militar de Santo-Cyr,, donde pasará tres años. Después de terminar con éxitos su estudios, entre en 2009 al ESG Dirección y gestión de empresas School de París durante tres años . Para recibirse luego de Bachelor en Londres.